# Brione (Borgo Chiese)
Brione (Briù o Briun in dialetto locale), è una frazione del comune di Borgo Chiese della provincia di Trento.
L'abitato si trova a 900 metri sulla costa occidentale della Valle del Chiese, ha una popolazione di circa 120 abitanti e costituisce il tipico esempio di paese di montagna del Trentino.

## Storia
Venne istituito come comune italiano nel 1920 in seguito all'annessione della Venezia Tridentina al Regno d'Italia. Nel 1928 è stato aggregato al comune di Condino. Nel 1946 viene ricostituito staccandolo nuovamente dal comune di Condino. Il 31 dicembre 2015 cessa nuovamente di esistere come entità amministrativa autonoma e viene inglobato nel costituendo comune di Borgo Chiese in seguito alla fusione dei comuni di Brione, Cimego e Condino..

### Simboli

Vecchio stemma comunale

Lo stemma era stato adottato con deliberazione della Giunta provinciale n. 14505 del 18 dicembre 1987 n. 14505.
Ornamenti: A destra una fronda d'alloro fogliata al naturale fruttata di rosso, a sinistra una fronda di quercia fogliata e fruttifera al naturale legate da un nodo d'argento e d'azzurro.»
Nello stemma era rappresentata la chiesa di San Bartolomeo con il suo campanile.
Il gonfalone in uso era un drappo partito di verde e di azzurro.

## Monumenti e luoghi d'interesse

### Architettura religiosa
- Chiesa parrocchiale di San Bartolomeo, edificata nella sua forma attuale tra il 1518 e il 1524, come parziale o totale ricostruzione di una precedente chiesetta attestata almeno dal secolo XIV e originariamente dedicata a san Tommaso.[9]

## Società

### Evoluzione demografica
Abitanti censiti

## Amministrazione
| Periodo | Periodo | Primo cittadino  | Partito      | Carica  | Note |
| ------- | ------- | ---------------- | ------------ | ------- | ---- |
| 2010    | 2015    | Cristina Faccini | Lista civica | Sindaco |      |